# Тимочани
Тимочани су јужнословенско племе које је у раном средњем вијеку насељавало територију источне Србије, западно од ријеке Тимок (по којој су добили име), као и у дијеловима Срема и Баната.

## Историја
Претпоставља се да су се ту дошли у вријеме досељавања Словена на Балкан. Године 805, за вријеме владавине кана Крума, њихове области постају дио Првог бугарског царства. Франачки дворски љетописац Ајнхард даје први писани извор о Тимочанима, гдје је забиљежио њихов долазак у граду Херистал 818, када су пред цара Луја Побожног изашли: „Legati Abodritorum ac Bornæ, ducis Guduscanorum, et Timocianorum“ (изасланици Браничеваца и Борне, кнеза Гудушчана, и Тимочана), у циљу тражења заштите и склапања савеза против Бугара. Исте године су због неповољне административне реформе кана Омуртага, која је директно утицала на живот и знатно ограничавала права наведених племена, Тимочани, заједно са још неким пограничним племенима, дигли су устанак против Бугара, а 819. су се придружили устанку Људевита Посавског. Послије пропалог покушаја да дипломатским средствима одметнута племена врати под своју власт, кан Омуртаг је на њих послао двије војске, прву 827. и другу 829, након чега је то коначно успио. Записани су и у једном бугарском извору „Пјесма о Асену Првом“ из 12. вијека, гдје се у борби против Грка, поред Бугара поменути и Тимочани. Током времена Тимочани су се претопили у српски и бугарски етнос.